# Johann Rudolf Sulzer (Politiker, 1789)
Johann Rudolf Sulzer (* 5. April 1789 in Winterthur, heimatberechtigt ebenda; † 30. April 1850 ebenda) war ein Schweizer Statthalter, Regierungs- und Grossrat.

## Leben
Johann Rudolf Sulzer war der Sohn des Rotgerbers Hans Caspar Sulzer und der Elisabetha geborene Sulzer. Er übte ebenfalls den Beruf des Gerbers aus und heiratete 1811 Anna, Tochter des Stadtrichters Jonas Goldschmid.
Sulzer war von 1828 bis 1831 und von 1844 bis 1845 Mitglied des Stadtrats von Winterthur. Dazwischen hatte er von 1831 bis 1843 das Amt des Statthalter des Bezirks Winterthur inne. Von 1845 bis 1847 wirkte er als Regierungsrat und Präsident des Kriegsrats. Er hatte zuletzt den Rang eines Oberstleutnants. Als Vertreter der Liberalen war er von 1835 bis 1849 Grossrat des Kantons Zürich.
Johann Rudolf Sulzer starb am 30. April 1850 in seiner Heimatstadt.